# 극시
극시(劇詩, dramatic verse)는 서정시·서사시와 함께 시의 3대 부문의 하나이다.
주관적으로 작자의 감상을 서술하는 서정시와, 객관적으로 사건을 서술하는 서사시와의 복합이라고 여겨진다. 전편(全篇)이 개개의 인물의 대사(臺詞)로 되어 있으며, 그러한 대사는 각각 하나의 서정시로 되어 있다. 옛날에는 운문으로 만들어졌으나, 근세에는 산문을 사용했다. 그리스 비극, 셰익스피어 극 등을 예로 들 수 있다.

## 같이 보기
- 서사시
- 서정시
- 이야기 시

## 참고 문헌
- 이 문서에는 다음커뮤니케이션(현 카카오)에서 GFDL 또는 CC-SA 라이선스로 배포한 글로벌 세계대백과사전의 내용을 기초로 작성된 글이 포함되어 있습니다.